# Cournonterral
Cournonterral är en kommun i departementet Hérault i regionen Occitanien i södra Frankrike. Kommunen ligger i kantonen Pignan som tillhör arrondissementet Montpellier. År 2022 hade Cournonterral 7 019 invånare.

## Befolkningsutveckling
Antalet invånare i kommunen Cournonterral
Referens:INSEE